# Aeroportul Internațional Queen Alia
Aeroportul Internațional Queen Alia (IATA: AMM, ICAO: OJAI) este un aeroport din Guvernoratul Amman, Iordania ce deservește zona Amman. Aeroportul a fost tranzitat în 2022 de 7.837.501 pasageri. A fost deschis în 1983 și numit după Queen Alia of Jordan⁠(d).
Situat la o altitudine de 730 m, aeroportul dispune de 1 pistă.

## Infrastructură

### Piste
Aeroportul dispune de o singură pistă. Pista are orientarea 08R/26L.